# Велогонка Миру
Велогонка Миру (англ. Peace Race, нім. Friedensfahrt, чеськ. Závod míru, слов. Preteky mieru, польск. Wyścig Pokoju, фр. Course de la Paix) — міжнародна багатоденна велосипедна гонка східноєвропейських країн радянського блоку. Її почали проводити у 1948 році газети Trybuna Ludu («Трибуна Люду»), Neues Deutschland («Нойєс Дойчланд») і Rudé právo («Руде право»). У 1985-1986 р.р. була організована також на території СРСР газетою «Правда». Традиційно проводилась у травні по кільцевому маршруту Варшава - Берлін - Прага.

## Історія
У 1948 році тривало дві гонки в один і той же час: одна з Праги до Варшави, інша — з Варшави до Праги. У Празі першим фінішував Аугустин Просеник, у Варшаві — Олександр Зорич, обидва — з Югославії.
Оскільки велосипедистам із соціалістичних країн не дозволялося ставати професіоналами, це була аматорська гонка. У ній брали участь кращі велосипедисти із соціалістичних країн і гостьові команди з інших країн. Гонщики соціалістичного блоку, як правило, здобували першість, але були й винятки: у 1952 році переможцями стали Йен Стіл і британська команда British League of Racing Cyclists -— перший випадок, коли дві золоті медалі за різними номінаціями поїхали в одну країну.
Одним із переможців Велогонки Миру був Сергій Сухорученков, який згодом виграв золоту медаль в шосейній груповій гонці на Олімпійських іграх в 1980 році.
Найбільших успіхів на Велогонці Миру досягли Штеффен Веземанн з Німеччини, який виграв 5 разів, а також Ришард Шурковський з Польщі та Уве Амплер з Німеччини, які виграли гонку по 4 рази. Густав-Адольф Шур, який виграв гонку два рази, був визнаний найпопулярнішим спортсменом Німеччини у 1989 році.
У 1987 році довжина гонки в кілометрах збіглася з роком проведення. У роки холодної війни гонку називали[хто?] «Тур де Франс Східного блоку».
З 1989 року, після розпаду єдиного «соціалістичного табору», чеська сторона взяла на себе організацію велогонки. До 1996 року велосипедисти змагалися лише в межах Чехії, а потім гонка повернулася на дороги Німеччини та Польщі.
Після закінчення холодної війни гонка швидко втратила значення. У 2005 році перегони були вперше пропущені, потім генеральним спонсором гонки стала компанія «Шкода», а директором — швейцарець Герберт Ноттера, президент Союзу велоспорту Швейцарії. У 2006 році була проведена 58 — остання — Велогонка Миру. Її маршрут пролягав через столиці країн: гонка стартувала 13 травня в Лінці (Австрія), перетнула Чехію і закінчилась 20 травня 2006 року в Німеччині. Надалі Велогонка Миру не проводилася через відмову її головного спонсора — автомобільного концерну «Шкода».

## Список велогонок
У перегонах дуже важливе значення мав командний залік. На відміну від інших велогонок під егідою UCI, загальний командний час (за винятком декількох років в кінці 1960-х) був не сумою результатів трьох кращих гонщиків за підсумками загального підрахунку, а сумою результатів трьох кращих гонщиків (з кожної команди) на кожному етапі, незалежно від їх індивідуальної загальної класифікації. І це робило командний залік незалежним від індивідуальної гонки за жовту майку лідера.
| №  | Рік  | Траса                                   | Відстань | Етапи    | Переможець          | Команда-переможець     |
| -- | ---- | --------------------------------------- | -------- | -------- | ------------------- | ---------------------- |
| 1  | 1948 | Варшава — Прага                         | 1104 км  | 7        | Аугустин Просеник   | Польща-1 (1/9)         |
| 1  | 1948 | Прага — Варшава                         | 842 км   | 5        | Олександр Зорич     | Польща-1 (2/9)         |
| 2  | 1949 | Прага — Варшава                         | 1259 км  | 8        | Ян Весели           | Франція-2              |
| 3  | 1950 | Варшава — Прага                         | 1539 км  | 9        | Віллі Емборг        | Чехословаччина (1/5)   |
| 4  | 1951 | Прага — Варшава                         | 1544 км  | 9        | Кай Аллан Ольсен    | Чехословаччина (2/5)   |
| 5  | 1952 | Варшава — Берлін — Прага                | 2135 км  | 12       | Єн Стіл             | Велика Британія        |
| 6  | 1953 | Братислава — Берлін — Варшава           | 2231 км  | 12       | Крістіан Педерсен   | НДР (1/10)             |
| 7  | 1954 | Варшава — Берлін — Прага                | 2051 км  | 13       | Елуф Дальгаард      | Чехословаччина (3/5)   |
| 8  | 1955 | Прага — Берлін — Варшава                | 2214 км  | 13       | Ґустав-Адольф Шур   | Чехословаччина (4/5)   |
| 9  | 1956 | Варшава — Берлін — Прага                | 2212 км  | 12       | Станіслав Круляк    | СССР (1/20)            |
| 10 | 1957 | Прага — Берлін — Варшава                | 2220 км  | 12       | Ненчо Христов       | НДР (2/10)             |
| 11 | 1958 | Варшава — Берлін — Прага                | 2210 км  | 12       | Піт Дамен           | СССР (1/20)            |
| 12 | 1959 | Берлін — Прага — Варшава                | 2057 км  | 13       | Густав Адольф Шур   | СССР (3/20)            |
| 13 | 1960 | Прага — Варшава — Берлін                | 2290 км  | 13       | Еріх Хаген          | НДР (3/10)             |
| 14 | 1961 | Варшава — Берлін — Прага                | 2435 км  | 13       | Юрій Меліхов        | СССР (4/20)            |
| 15 | 1962 | Берлін — Прага — Варшава                | 2407 км  | 14       | Гайнан Сайдхужин    | СССР (5/20)            |
| 16 | 1963 | Прага — Варшава — Берлін                | 2568 км  | 15       | Клаус Амплер        | НДР (4/10)             |
| 17 | 1964 | Варшава — Берлін — Прага                | 2246 км  | 14       | Ян Смолик           | НДР (5/10)             |
| 18 | 1965 | Берлін — Прага — Варшава                | 2318 км  | 15       | Геннадій Лєбєдєв    | СССР (6/20)            |
| 19 | 1966 | Прага — Варшава — Берлін                | 2340 км  | 15       | Бернард Гайот       | СССР (7/20)            |
| 20 | 1967 | Варшава — Берлін — Прага                | 2307 км  | 16       | Марсель Маес        | Польща (3/9)           |
| 21 | 1968 | Берлін — Прага — Варшава                | 2352 км  | 14       | Аксель Пешель       | Польща (4/9)           |
| 22 | 1969 | Варшава — Берлін                        | 2036 км  | 15       | Жан-П'єр Дангійом   | НДР (6/10)             |
| 23 | 1970 | Прага — Варшава — Берлін                | 1976 км  | 15       | Ришард Шурковський  | Польща (5/9)           |
| 24 | 1971 | Варшава — Берлін — Прага                | 1895 км  | 14       | Ришард Шурковський  | СССР (8/20)            |
| 25 | 1972 | Берлін — Прага — Варшава                | 2025 км  | 14       | Властімил Моравек   | СССР (9/20)            |
| 26 | 1973 | Прага — Варшава — Берлін                | 2076 км  | P, 16, E | Ришард Шурковський  | Польща (6/9)           |
| 27 | 1974 | Варшава — Берлін — Прага                | 1806 км  | 14       | Станіслав Шозда     | Польща (7/9)           |
| 28 | 1975 | Берлін — Прага — Варшава                | 1915 км  | P, 13    | Ришард Шурковський  | СССР (10/20)           |
| 29 | 1976 | Прага — Варшава — Берлін                | 1974 км  | P, 14    | Ханс-Йоахим Хартник | СССР (11/20)           |
| 30 | 1977 | Варшава — Берлін — Прага                | 1648 км  | 13       | Ааво Піккуус        | СССР (12/20)           |
| 31 | 1978 | Берлін — Прага — Варшава                | 1796 км  | P, 12    | Олександр Аверин    | СССР (13/20)           |
| 32 | 1979 | Прага — Варшава — Берлін                | 1942 км  | P, 14    | Сергій Сухорученков | СССР (14/20)           |
| 33 | 1980 | Варшава — Берлін — Прага                | 2095 км  | P, 14    | Юрій Барінов        | СССР (15/20)           |
| 34 | 1981 | Берлін — Прага — Варшава                | 1887 км  | P, 14    | Шахід Загретдинів   | СССР (16/20)           |
| 35 | 1982 | Прага — Варшава — Берлін                | 1941 км  | P, 12    | Олаф Людвіг         | НДР (7/10)             |
| 36 | 1983 | Варшава — Берлін — Прага                | 1899 км  | P, 12    | Фальк Боден         | НДР (8/10)             |
| 37 | 1984 | Берлін — Прага — Варшава                | 1689 км  | P, 11    | Сергій Сухорученков | СССР (17/20)           |
| 38 | 1985 | Прага — Москва — Варшава — Берлін       | 1712 км  | P, 12    | Лех П'ясецький      | СССР (18/20)           |
| 39 | 1986 | Київ — Варшава — Берлін — Прага         | 2138 км  | P, 15    | Олаф Людвіг         | СССР (19/20)           |
| 40 | 1987 | Берлін — Прага — Варшава                | 1987 км  | P, 14    | Уве Амплер          | НДР (9/10)             |
| 41 | 1988 | Братислава — Катовіце — Берлін          | 2008 км  | P, 13    | Уве Амплер          | СССР (20/20)           |
| 42 | 1989 | Варшава — Берлін — Прага                | 1927 км  | 12       | Уве Амплер          | НДР (10/10)            |
| 43 | 1990 | Берлін — Слушовіце — Б'єльсько-Б'яла    | 1595 км  | P, 11    | Ян Сворада          | Чехословаччина (10/10) |
| 44 | 1991 | Прага — Варшава                         | 1261 км  | P, 9     | Віктор Ржаксинський | Польща (8/9)           |
| 45 | 1992 | Берлін — Карпач — Млада Болеслав        | 1348 км  | P, 9     | Штеффен Веземанн    | Німеччина              |
| 46 | 1993 | Табор — Нови Бор                        | 1342 км  | P, 9     | Ярослав Білек       | Чехословаччина (1/2)   |
| 47 | 1994 | Табор — Трутнов                         | 1354 км  | P, 9     | Єнс Войт            | Чехословаччина (2/2)   |
| 48 | 1995 | Ческе-Будєйовіце — Обервізенталь — Брно | 1379 км  | P, 10    | Павло Падрнос       | Польща (9/9)           |
| 49 | 1996 | Брно — Живець — Лейпциг                 | 1703 км  | P, 10    | Штеффен Веземанн    | Team Telekom (1/3)     |
| 50 | 1997 | Потсдам — Живець — Брно                 | 1629 км  | P, 10    | Штеффен Веземанн    | Team Telekom (2/3)     |
| 51 | 1998 | Познань — Карлові Вари — Ерфурт         | 1591 км  | 10       | Уве Амплер          | Mróz (1/3)             |
| 52 | 1999 | Зноймо — Польковіце — Магдебург         | 1613 км  | 10       | Штеффен Веземанн    | Mróz (2/3)             |
| 53 | 2000 | Ганновер — Кудова-Здруй — Прага         | 1608 км  | 10       | Петро Вадецьки      | Team Nürnberger        |
| 54 | 2001 | Лодзь — Плзень — Потсдам                | 1611 км  | 10       | Якоб Пііл           | Team Telekom (3/3)     |
| 55 | 2002 | Ческе-Будєйовіце — Хемніц — Варшава     | 1470 км  | 10       | Анджей Сосенка      | Mróz (3/3)             |
| 56 | 2003 | Оломоуц — Валбжих — Ерфурт              | 1552 км  | 9        | Штеффен Веземанн    | CCC Sprandi Polkowice  |
| 57 | 2004 | Брюссель — Вроцлав — Прага              | 1580 км  | 9        | Мікеле Скарпоні     | T-Mobile Team          |
|    | 2005 | не проводилась                          |          |          |                     |                        |
| 58 | 2006 | Лінц — Карлові Вари — Ганновер          | 1297 км  | 8        | Джампаоло Кеула     | Unibet.com             |

## Рекорди гонки (не менше 3 перемог)
- За кількістю перемог:

5 перемог: Штеффен Веземанн, Німеччина
4 перемоги: Ришард Шурковський, Польща, Уве Амплер, Німеччина
- Спринт:

8 перемог: Олаф Людвіг, НДР
3 перемоги: Ришард Шурковський, Польща
- Гірські етапи:

3 перемоги: Сергій Сухорученков, СРСР, Уве Амплер, НДР, Ярослав Білек, Чехія
- Командний залік:

20 перемог: СРСР
10 перемог: НДР
9 перемог: Польща
5 перемог: Чехословаччина
3 перемоги: Команда Mroz, Польща
- Переможці по країнам в індивідуальному заліку:

12 перемог: НДР
10 перемог: СРСР
7 перемог: Польща, Німеччина
5 перемог: Данія
4 перемоги: Чехословаччина
3 перемоги: Чехія